# IG 필드
IG 필드(영어: IG Field), 이전 이름 인베스터스 그룹 필드(영어: Investors Group Field)는 캐나다 매니토바주 위니펙에 위치한 다목적 경기장이다. 현재 CFL 위니펙 블루 보머스와 CPL 밸러 FC의 홈경기장으로 사용하고 있다.